# Bitwa u przylądka Jasmund (1864)
Bitwa u przylądka Jasmund – bitwa morska stoczona 17 marca 1864 roku pomiędzy flotami Danii i Prus u wybrzeży Rugii na wodach Zatoki Pomorskiej na Bałtyku podczas wojny duńsko-pruskiej 1864 roku. Był to chrzest bojowy młodej floty pruskiej i jedna z ostatnich w Europie bitew morskich z udziałem okrętów drewnianych o mieszanym, parowo-żaglowym napędzie.

## Podłoże
Trzy należące do Związku Niemieckiego księstwa Szlezwik, Holsztyn i Saksonia-Lauenburg związane były z Danią unią personalną, z której to przyczyny w drugiej połowie XIX wieku władcy duńscy zaczęli zabiegać o przyłączenie ich na stałe do swego państwa, co wywołało protesty w Rzeszy. Niemcy oczekiwali, że w obronie księstw wystąpi cesarz austriacki Franciszek Józef, ale ten nie wykorzystał szansy w obawie, że oddolne dążenia wzmocnią tendencje rewolucyjne. Sytuację wykorzystał natomiast pruski kanclerz Otto von Bismarck, który przekonał austriackiego ministra spraw zagranicznych do wspólnej akcji w obronie niemieckiej ludności księstw, czym zyskał sobie popularność i utorował drogę do zjednoczenia Niemiec pod berłem Hohenzollernów.
Prusy i Austria zamierzały – wykorzystując przewagę swoich armii lądowych – zająć najpierw sporne księstwa, a następnie wkroczyć do Jutlandii i kontynuować ofensywę aż do kapitulacji przeciwnika. Gdyby – mimo zajęcia całego półwyspu – Duńczycy nadal stawiali opór, przewidywano desanty na wyspach, co jednak było uzależnione od sytuacji militarnej na morzu.

## Stosunek sił
Siły morskie obu stron konfliktu nie były sobie równe. Prusy dopiero budowały swoją flotę, podczas gdy Dania słynęła w Europie jako potęga morska dysponująca okrętami i – co najważniejsze – doświadczonymi kadrami. Z drugiej strony Dania nie była do konfliktu przygotowana i chociaż dominowała nad flotą pruską, pierwsze starcie było dla niej zaskoczeniem. Mimo to, natychmiast po otrzymaniu informacji o przekroczeniu granicy przez armię austriacko-pruską, rząd duński nakazał zatrzymać wszystkie statki przeciwników przebywające w duńskich portach, a w morze wyszła fregata Niels Juel, której zadaniem było zwalczanie żeglugi sprzymierzonych w cieśninach. Pojawienie okrętu wywołało panikę wśród niemieckich armatorów, ale szybko zorganizowano siatkę wywiadowczą, która informowała o aktualnym miejscu pobytu duńskiej fregaty. Niemcom pomogła pogoda: w nocy z 11 na 12 marca Niels Juel został uszkodzony przez sztorm i musiał wrócić do Kopenhagi. Tymczasem jednak w Danii sformowano dwie eskadry, które miały podjąć blokadę bałtyckich wybrzeży Prus. Wybrzeże zachodnie, od Świnoujścia po Zatokę Meklemburską, miała patrolować eskadra kontradmirała C.E. van Dockuma składająca się z okrętu liniowego Skjold, fregat Sjalland i Tordenskjold oraz korwet Thor i Heimdall.
Zaniepokojony poczynaniami Duńczyków dowódca floty pruskiej, admirał Albert Wilhelm Heinrich von Preußen, wysłał na rozpoznanie zespół komandora Eduarda Jachmanna składający się z fregaty Arcona, korwety Nymphe i sześciu kanonierek osłanianych przez bocznokołowe awizo Loreley. Arcona i Nymphe miały skontrolować odcinek wybrzeża od Dziwnowa do Rugii i rozpoznać zamiary Duńczyków. Starcia miały unikać i w razie niebezpieczeństwa schronić się w Świnoujściu, bądź też naprowadzić pościg pod ogień kanonierek, które rozstawiono w pobliżu wysepki Greifswalder Oie. Kanonierki miały ostrzelać okręty duńskie, a następnie wycofać się na płytkie wody Zatoki Greifswaldzkiej, gdzie większe okręty nie mogłyby ich ścigać.

## Starcie
16 marca kmdr Jachmann opuścił ze swym zespołem Świnoujście i udał się pod Dziwnów, by zaraz potem zawrócić ku Rugii. Tymczasem kanonierki z awizem Loreley wyszły z Greifswaldu, ale na skutek nieporozumienia nie zatrzymały się koło wysepki Greifswalder Oie, ale popłynęły dalej na północ, na wody zatoki Prorer Wiek. O świcie 17 marca na horyzoncie dostrzeżono dymy nadciągającej eskadry duńskiej. Okręty pruskie, chcąc zabezpieczyć własne kanonierki, ruszyły naprzeciw. Jachmann rozwinął zespół w szyk czołowy i zaatakował.
Pierwsze strzały w tej bitwie oddała, o godz. 14.30 – z odległości 20 kabli (około 3600 m) – fregata Arcona. Wkrótce zawtórowały jej korweta Nymphe i awizo Loreley, na co odpowiadała tylko fregata Sjalland. Pewni przewagi Duńczycy dążyli do starcia na bliski dystans, ale gdy odległość zmalała do 8 kabli (1400 m) okręty pruskie zawróciły i zaczęły uchodzić. O godz. 16.10 rozdzieliły się: Arcona i Nymphe popłynęły prosto do Świnoujścia, a Loreley skręciła ku brzegom Rugii, gdzie oczekiwała na awizo i kanonierki.
Dowódca duński popełnił w tym momencie błąd, nie wysyłając za Loreley żadnego okrętu. Cała jego eskadra starała się dogonić przeciwnika uchodzącego do Świnoujścia, ale nie udało się to. Oba okręty pruskie około godz. 19 zdołały wejść do portu, a Duńczycy – by nie dostać się pod ogień baterii obrony wybrzeża – musieli zawrócić. Teraz zaczęli szukać samotnego awiza Loreley, ale znajdowało się ono już w głębi Zatoki Greifswaldzkiej poza zasięgiem ich dział.

## Rezultaty
Bitwa u przylądka Jasmund była w zasadzie potyczką, ale wykazała, że flota pruska jest gotowa do wojny. Duńczycy wystrzelili około 1200 pocisków trafiając pięciokrotnie Arconę (3 zabitych, 2 rannych) i aż trzynastokrotnie Nymphe (2 zabitych, 5 rannych). Ze strony pruskiej padły 282 strzały, a trafienia odnotowano jedynie na Sjallandzie (3 zabitych, 19 rannych). Ani duńskie ani pruskie okręty nie odniosły poważniejszych uszkodzeń i pozostały w gotowości do dalszych walk.